# 岩内とみゑ

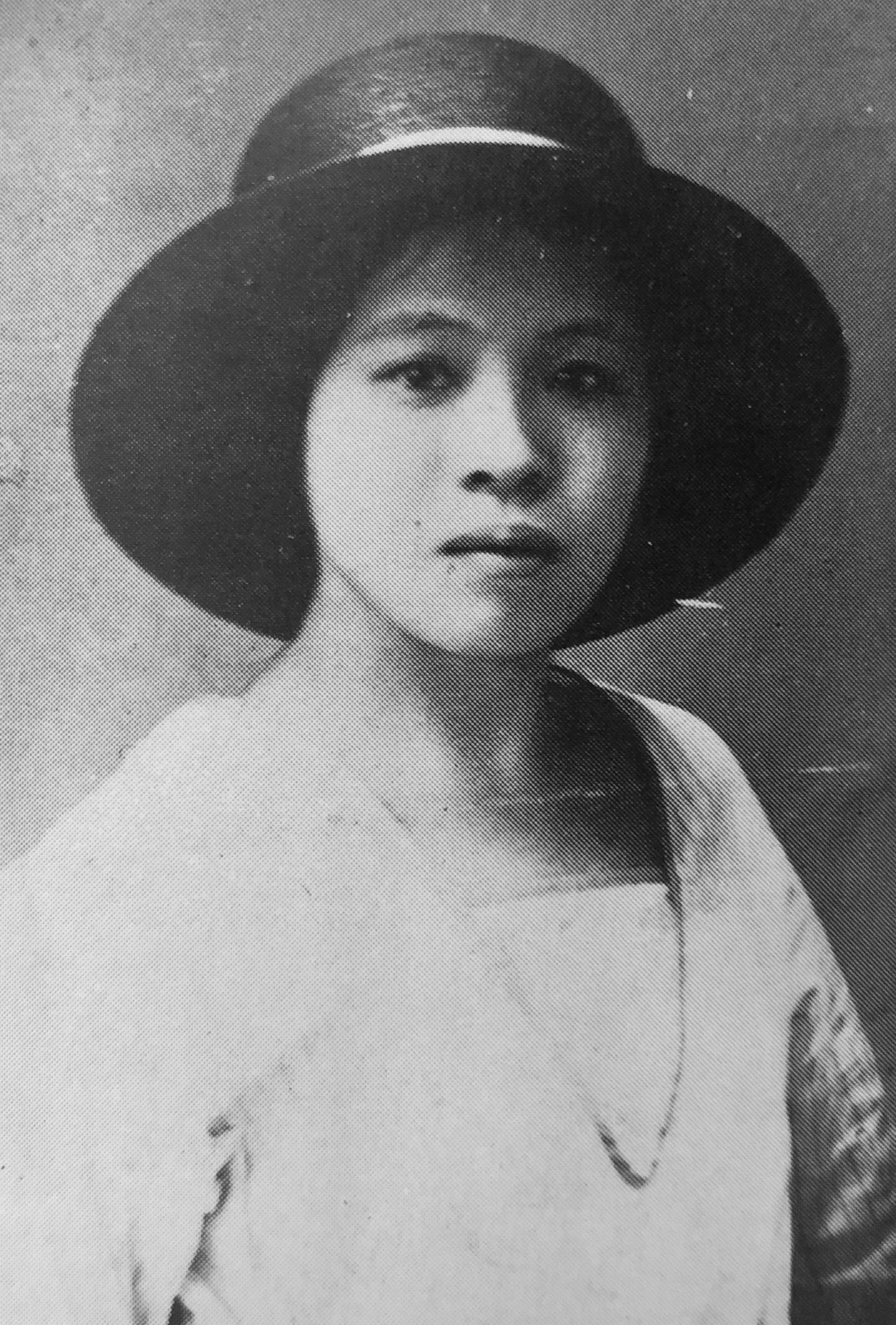
岩内とみゑ

岩内 とみゑ（いわうち とみえ、1898年（明治31年）10月15日 - 1986年（昭和61年）3月26日）は、日本の社会運動家である。旧姓は和田。夫は同じく社会活動家の岩内善作。

## 経歴・人物
山梨県東山梨郡加納岩村（現在の山梨市）に生まれ、幼年期に小学校を中退し製糸工場の女工として活動する。1917年（大正6年）に単身上京し、亀戸にあったセルロイド工場の女工として活動した。同工場に勤務中にキリスト教に受洗し、1921年（大正10年）には日暮里で同教の社会事業団体であった愛隣団の診療所の看護婦として活動を始める。
1927年（昭和2年）には日本労働党傘下の全国婦人同盟の結成に携わり、その幹事も務めた。また後に社会大衆婦人同盟の幹事も務め、中間派の無産婦人運動の指導に尽力した。